# 学校法人八千代松陰学園
学校法人八千代松陰学園（がっこうほうじん　やちよしょういんがくえん）は、千葉県八千代市にある八千代松陰中学校・高等学校を設置する学校法人である。

## 創立者
- 山口久太

## 沿革
1978年（昭和53年）4月、山口久太によって千葉県八千代市村上に八千代松陰高等学校が創立される。1982年（昭和57年）4月、八千代松陰中学校が創立される。

## ゆかりのある人物
- 江口一雄